# Borba (novine)
Borba bile su dnevne novine koje su izlazile u nekadašnjoj Jugoslaviji.

## Povijest
List Borba, osnovan je 19. veljače 1922. godine, u Zagrebu kao organ (stranačko glasilo) Komunističke partije Jugoslavije (KPJ). List je izlazio kao tjednik, pod različitim urednicima (koji su često uhićivani i ubijani)  sve do 13. siječnja 1929. godine, kada je nakon uvođenja Šestosiječanjske diktature zakonom zabranjen. Urednici lista bili su osuđeni na 5 do 12 godina zatvora. Nakon zabrane Borba povremeno izlazi kao nominalno nezavisni politički i društveni tjedni list, ali često mijenja nazive (Borba, nezavisan politički i društveni list, Borba organ Nezavisne radničke partije, Radnička Borba, Borba radničko seljačke novine).
Ponovo je pokrenuta odmah na početku Drugoga svjetskog rata u oslobođenom Užicu (na listu je označen Beograd), od 19. listopada do 27. studenoga 1941. godine. Nakon toga redakcija i tehnika se seljaka, ali list uz česte prekide ipak izlazi, od 1. listopada 1942. do 27. veljače 1943. godine tiska se u selu Driniću (Bosanska krajina) pa potom u Prilukama.
Nakon oslobođenja Beograda (20. listopada 1944.), redakcija se seli u Beograd, od tada list počinje redovito izlaziti od 15. studenoga 1944. godine kao glasilo KPJ, i to na ćirilici i latinici. List se ubrzo etablira u nešto poput službenog glasila tadašnje vlade Demokratske Federativne Jugoslavije urednici su mu najutjecajniji političari toga doba. Od 22. listopada 1948. godine list se paralelno izdaje i u Zagrebu, koje vremenom postaje latinično izdanje istog lista.
U Borbi su između ostalih kao urednici, odnosno glavni urednici ili direktori radili: Ante Ciliga, Kamilo Horvatin, Antun Mavrak-Kerber, Zlatko Šnajder, August Cesarec, Vladimir Ćopić, Ivan Krndelj, Ognjen Prica, Josip Kraš, Veselin Masleša, Marijan Stilinović, Milovan Đilas, Edvard Kardelj, Ivan Šibl, Puniša Perović, Veljko Vlahović, Vlajko Begović, Lazar Mojsov, Moma Marković i Vladimir Dedijer.
To su bila zlatna vremena Borbe, najveće tiraže i najvećeg utjecaja. U to vrijeme praktički nisu ni imali konkurencije. Od 9. lipnja 1954. Borba postaje glasilo Socijalističkog saveza radnog naroda Jugoslavije (SSRNJ). To je bilo doba kad je Borba dodjeljivala godišnju nagradu za arhitekturu, tad je to bila najviša nagrada u zemlji u toj struci. Borba je bila poznata i po svojoj dnevnoj karikaturi kurira Fiće kojeg je crtao Milorad Dobrić. Prvi automobil u SFRJ, Zastava 750, ime je dobio po toj karikaturi - Fićo.
Od privredne reforme 1964. i prijelaza s centalizirane privrede na samupravnu, te veće uloge republika i njihovih regionalnih centara, počinje pad utjecaja i čitanosti Borbe. To je vrijeme osnutka (ili jačanja) republičkih, pokrajinskih i regionalnih izdavača (Delo, Večer, Vjesnik, Slobodna Dalmacija, Novi list, Glas Slavonije, Politika, Oslobođenje, Nova Makedonija, Pobjeda, ljubljanski, novosadski i skopski Dnevnik, Rilindja) oni izbacuju brojne dnevne novine, koje postupno potpuno preuzimaju gotove sve čitatelje Borbe. 
Borba pred kraj 1960-ih kad ulazi u modu borba protiv unitarizma, postaje list koji živi od pretplate državnih i paradržavnih subjekata, a krajem 1970-ih list koji se dijeli po vojarnama JNA. Po tadašnjim običajima list je odlikovan Ordenom zasluge za narod sa zlatnom zvijezdom i Ordenom bratstva i jedinstva sa zlatnim vijencem.
Devedesete je godine 20. st. Borba dočela kao novina bez čitatelja, tako da je nakon raspada Jugoslavije, i osnutka novih država, list propao, a njegova imovina u Zagrebu i Beogradu (tiskare i poslovni prostori) privatizirana i razgrabljena. 
Od 2009. izlazi novi dnevni list pod istim imenom Borba u Beogradu (vrlo male tiraže), ali on nema praktički nikakve veze sa starim listom.

## Vanjske poveznice
- Službene stranice današnjeg beogradskog lista Borba  Arhivirana inačica izvorne stranice od 16. prosinca 2009. (Wayback Machine)